# Kryštof Fischer (jezuita)
Kryštof Fischer (25. července 1611, Česká Lípa – 9. září 1680, Průhonice) byl člen jezuitského řádu, správce jezuitských statků, ekonom, autor pojednání o zemědělství.

## Život
Studoval na gymnáziu v Jičíně. Roku 1628, ještě během studií, vstoupil do jezuitského řádu. Po noviciátu absolvoval rétoriku v Jindřichově Hradci. V letech 1633–35 studoval filozofii. Následně v letech 1636–38 působil jako učitel gramatiky a poetiky v pražském Klementinu. Zde v letech 1639–40 navštěvoval kurs teologie a roku 1640 byl vysvěcen na kněze. Jeho další kariéru ovlivnilo chatrné zdraví. To mu zamezilo pokračovat ve studiu nebo nastoupit dráhu řádového duchovního. Namísto toho byl vyslán na venkov, aby spravoval jezuitské statky klementinské koleje. Mezi lety 1644–1651 se staral o správu statků v Kostelci nad Orlicí, v letech 1654–1668 o správu pozemků v Liběšicích. V období 1657–1666 dohlížel na všechny statky klementinské koleje. V roce 1680 během selského povstání v Liběšicích, které bylo namířeno proti tamějšímu jezuitskému správci, Fischerovu nástupci, se snažil spory urovnat. Potrestání povstalců však neodvrátil a navíc svým zásahem do povstání proti sobě poštval několik členů jezuitského řádu. V témže roce v pražských Průhonicích umírá.

## Dílo
Stal se zručným praktikem v řízení statků a teoretikem hospodářské správy. Své poznatky publikoval v latinsky psaném spisu Opera oeconomica. První díl, vydaný roku 1678, pojednává o práci na polích, rybnících, pivovarech, zahradách, sadech, vinicích, lesích a chovu zvířat. Druhý díl, vydaný posmrtně roku 1683, se týká hospodářské administrativy a obsahuje kalendář s doporučeními, jakou práci je vhodné vykonat v daném měsíci.